# Sweet Little Sixteen
«Sweet Little Sixteen» es una canción de rock and roll que fue escrita y originalmente grabada por Chuck Berry, fue lanzada como sencillo en 1958. El sencillo alcanzó el número 2 en la lista oficial de éxitos de Estados Unidos, la posición más alta de Berry, con la excepción del número uno "My Ding-A-Ling" en 1972. «Sweet Little Sixteen» también alcanzó el número uno en la lista de éxitos más vendidos de R&B. La revista Rolling Stone la posicionó en el n.º 272 de la lista de las 500 mejores canciones de todos los tiempos en 2004.

## Letra
La canción habla sobre una chica a la que le encanta el rock and roll, cuando cumple dieciséis años pide como regalo a su mamá y papá que la dejen ir a un concierto. La canción describe cómo viste para ir al concierto.

## Versiones
El artista de rock and roll Jerry Lee Lewis, versionó la canción junto con el baterista de The Beatles, Ringo Starr. Esta versión se encuentra en el álbum Last Man Standing.
La canción Surfin' U.S.A de The Beach Boys, es prácticamente la melodía de «Sweet Little Sixteen» pero con letra diferente. La canción se acreditó a Berry/Wilson.
En 1963, Los Apson grabaron un cover de la canción en su segundo LP Bailando y cantado con los Apson "Las quinceañeras", interpretada por Leopoldo Sánchez.
```
Labastida.
```

Entre 1963 y 1965, The Beatles interpretaban la canción en la BBC, una versión aparece en el álbum Live at The BBC, John Lennon grabó e incluyó la canción en su álbum Rock 'n' Roll.